# Gedong (Karanganyar)
Gedong is een bestuurslaag in het regentschap Karanganyar van de provincie Midden-Java, Indonesië. Gedong telt 5870 inwoners (volkstelling 2010).